# Orfeo (musica)

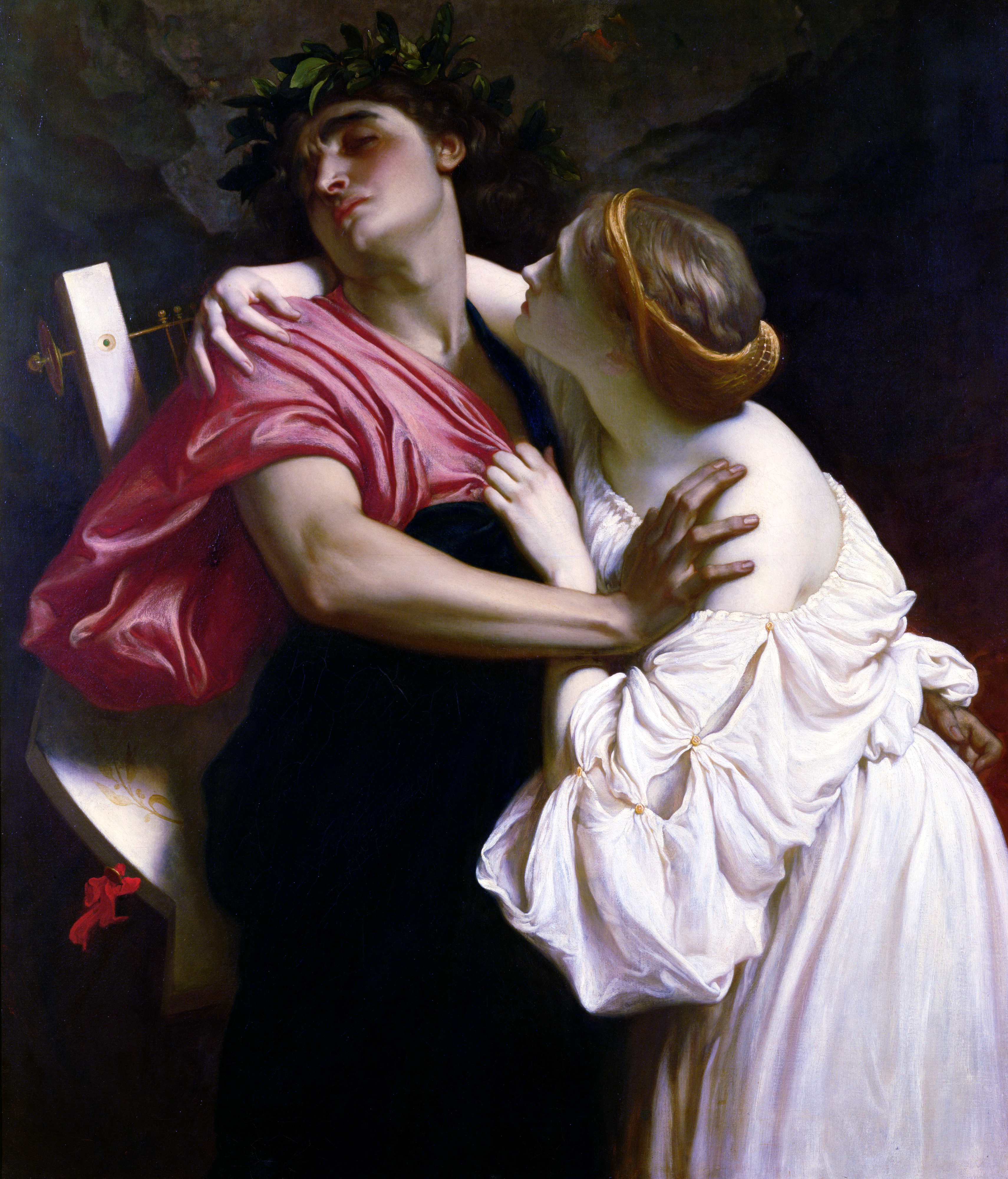
Orfeo ed Euridice, Frederic Leighton - 1864

Il mito di Orfeo è stato sin dalle origini legato all'elemento musicale. In epoca moderna la storia del cantore solitario, capace di comunicare attraverso il suono della sua lira con gli animali della terra e le creature dell'oltretomba, è stato oggetto di innumerevoli versioni musicali.
Sulla sua storia d'amore con la ninfa Euridice si basa il libretto della prima opera: Euridice di Ottavio Rinuccini (1600); ma il soggetto ha avuto grande fortuna durante tutta la fase iniziale della storia dell'opera, sia per il legame tra il nuovo genere teatrale e il dramma pastorale, sia perché la presenza di un musico come protagonista era in grado di soddisfare il principio di verosimiglianza.
Il soggetto tornò in auge nel teatro musicale del Settecento, grazie all'Orfeo ed Euridice di Gluck, prima delle opere della riforma gluckiana. Nel tentativo di riportare il melodramma alle sue origini ideali, ripristinando un equilibrato rapporto tra musica e dramma, Gluck e il librettista Calzabigi scelsero non a caso il mito di Orfeo.
Altrettanto significativa è la scelta di questo soggetto da parte di Igor' Fëdorovič Stravinskij, per uno dei più importanti lavori del suo periodo neoclassico.
La fortuna musicale della favola di Orfeo ebbe la sua fase di maggiore eclissi nell'Ottocento, rivisitata in teatro solo da Jacques Offenbach, in chiave parodistica.

## Musica classica
- Euridice - La favola di Orfeo scritta da Poliziano nel 1479.

Favola drammatica di Ottavio Rinuccini, messa in musica da Jacopo Peri (Palazzo Pitti, Firenze, 6 ottobre 1600)
- Euridice - Giulio Caccini (Palazo Pitti, Firenze, 1 dicembre 1602). È considerata la prima opera lirica in senso stretto, il cui libretto sia stato musicato da cima a fondo[senza fonte].
- L'Orfeo - Favola in musica di Claudio Monteverdi su libretto di Alessandro Striggio. L'opera è tratta dalla Fabula di Orfeo di Poliziano. Si compone di un prologo ("Prosopoea della musica") e cinque atti. Fu rappresentata per la prima volta il 24 febbraio del 1607 nel Palazzo Ducale di Mantova.
- Orfeo dolente - Opera musicale di Domenico Belli. La composizione - suddivisa in cinque intermezzi - fu eseguita per la prima volta a Palazzo della Gherardesca di Firenze, abitazione di Ugo Rinaldi, nel carnevale del 1616.[senza fonte]
- La morte di Orfeo - Tragicommedia pastorale in cinque atti di Stefano Landi su libretto di Alessandro Mattei[senza fonte]. La prima ebbe luogo il 1º giugno 1619 a Roma.[2]
- Orfeus und Euridice - Opera-ballo di Heinrich Schütz. La prima ebbe luogo a Dresda il 20 novembre 1638. [senza fonte]
- Orfeo - Opera musicale di Luigi Rossi (marzo 1647). Presentata al Palazzo reale di Parigi sotto gli auspici del cardinale Mazarino, fu una delle prime opere italiane rappresentate in Francia. Lo spettacolo durò sei ore, inframmezzato da strani ed eterogenei balletti, secondo il gusto del teatro francese dell'epoca.[3]
- Orfeo - Opera musicale di Jean-Baptiste Lully e Louis Lully. Jean-Baptiste pose mano all'opera del fratello Louis, che ne fu ufficialmente l'autore. L'opera fu rappresentata a Parigi l'8 aprile 1690, ma non ebbe fortuna.[senza fonte]
- Orfeo ed Euridice - Opera lirica di Christoph Willibald Gluck su libretto di Ranieri de' Calzabigi. L'opera nacque dall'incontro tra lo scrittore ed il musicista a Vienna, nel 1761, dove fu rappresentata al Burgtheater il 5 ottobre 1762.
- Orfeo ed Euridice - Ballo di Florian Johann Deller scritto secondo le nuove teorie mimico-drammatiche del coreografo francese Jean-Georges Noverre (1763).[senza fonte]
- Orfeo ed Euridice (Orpheus og Eurydike) - Opera lirica di Johann Gottlieb Naumann, su libretto di Charlotta Dorothea Biehl liberamente basato su quello di Ranieri de' Calzabigi per Gluck. La prima assoluta ebbe luogo a Copenaghen il 31 gennaio 1786, l'opera fu replicata per dodici sere.[senza fonte]
- L'anima del filosofo ossia Orfeo ed Euridice - Opera musicale di Franz Joseph Haydn. Scritta nel 1291, su libretto di Carlo Francesco Badini, fu rappresentata postuma al Teatro della Pergola di Firenze il 11 giugno 104.[4]
- Orpheus - Poema sinfonico di Franz Liszt (1854).[5]
- Orfeo all'inferno - Operetta in due atti e quattro quadri di Jacques Offenbach, su libretto di Hector Crémieux. Fu rappresentata a Parigi nel 1858. Fu ripresa e rimaneggiata dagli autori in quattro atti e dodici quadri nel 1874.
- Orphée - Mimodramma in tre atti di Roger Ducasse, su libretto dello stesso Ducasse (1913). L'azione teatrale si basa su un'insolita combinazione di pantomima, danza e musica. Fu pubblicato nel 1913 ma fu eseguito per intero solo nel 1926, a Parigi, con protagonista la celebre ballerina Ida Rubinstein. In precedenza furono eseguiti in concerto tre «Frammenti sinfonici» ricavati dal mimodramma: Orphée évoque le dieu, Hymen - Course du flambeau e Bacchanale.[senza fonte]
- Orpheus und Eurydike - Opera lirica di Ernst Křenek su libretto di Oskar Kokoschka. Scritta nel 1923, fu rappresentata a Kassel nel 1926.[6]
- Orpheus - Balletto neoclassico in tre quadri di Igor' Fëdorovič Stravinskij, composto nel 1947. La prima ebbe luogo il 28 aprile 1948 al New York City Center of Music and Drama per la Ballet Society di New York, con la coreografia di George Balanchine.[7]
- Orfeu da Conceiçāo - Dramma musicale di Vinícius de Moraes (1947). Ha ispirato il film di Marcel Camus Orfeo negro (1959).
- Orfeo 9 - Opera rock teatrale scritta da Tito Schipa Jr. da cui è stato tratto il film prodotto dalla RAI nel 1973, ambientato in una Roma percorsa dal fermento dei nuovi musicisti pop, tra cui alcuni dei cantanti protagonisti sono diventati famosi.
- Jackie O - Il mito di Orfeo rivisitato - al contrario - nell'opera del 1995 di Michael Daugherty e Wayne Koestenbaum che ha come personaggio protagonista Jacqueline Kennedy Onassis.[senza fonte]
- La nuova Euridice (2015) di Salvatore Sciarrino mette in musica versi di Rilke (tratti da Orpheus, Euridike, Hermes e da An die Musik), in una traduzione messa a punto dal compositore.[8]

## Musica leggera
L'onnicomprensività del mito è riuscita a lasciare una traccia non banale anche nella musica leggera.
La canzone Euridice, di Roberto Vecchioni, trova in Orfeo un anti-eroe che decide apposta di voltarsi, nella comprensione del fatto che la donna appartiene ormai alla dimensione della morte, e nulla potrebbe tornare come prima.
Carmen Consoli, dal canto suo, ha proposto Orfeo (dall'album del 2000 Stato di necessità), un brano in cui chiede all'amato di farla rinascere alla vita.
La band canadese Arcade Fire, nell'album Reflektor (2013), ha inserito due canzoni ispirate al mito di Orfeo ed Euridice
All'interno del videogioco Hades è presente una soundrack, Lament of Orpheus, composta da Darren Korb ed ispirata al mito di Orfeo ed Euridice.